# Reyesia cactorum
Reyesia cactorum là loài thực vật có hoa trong họ Cà. Loài này được (I.M. Johnst.) D'Arcy miêu tả khoa học đầu tiên năm 1978.